# 山姆·哈里斯

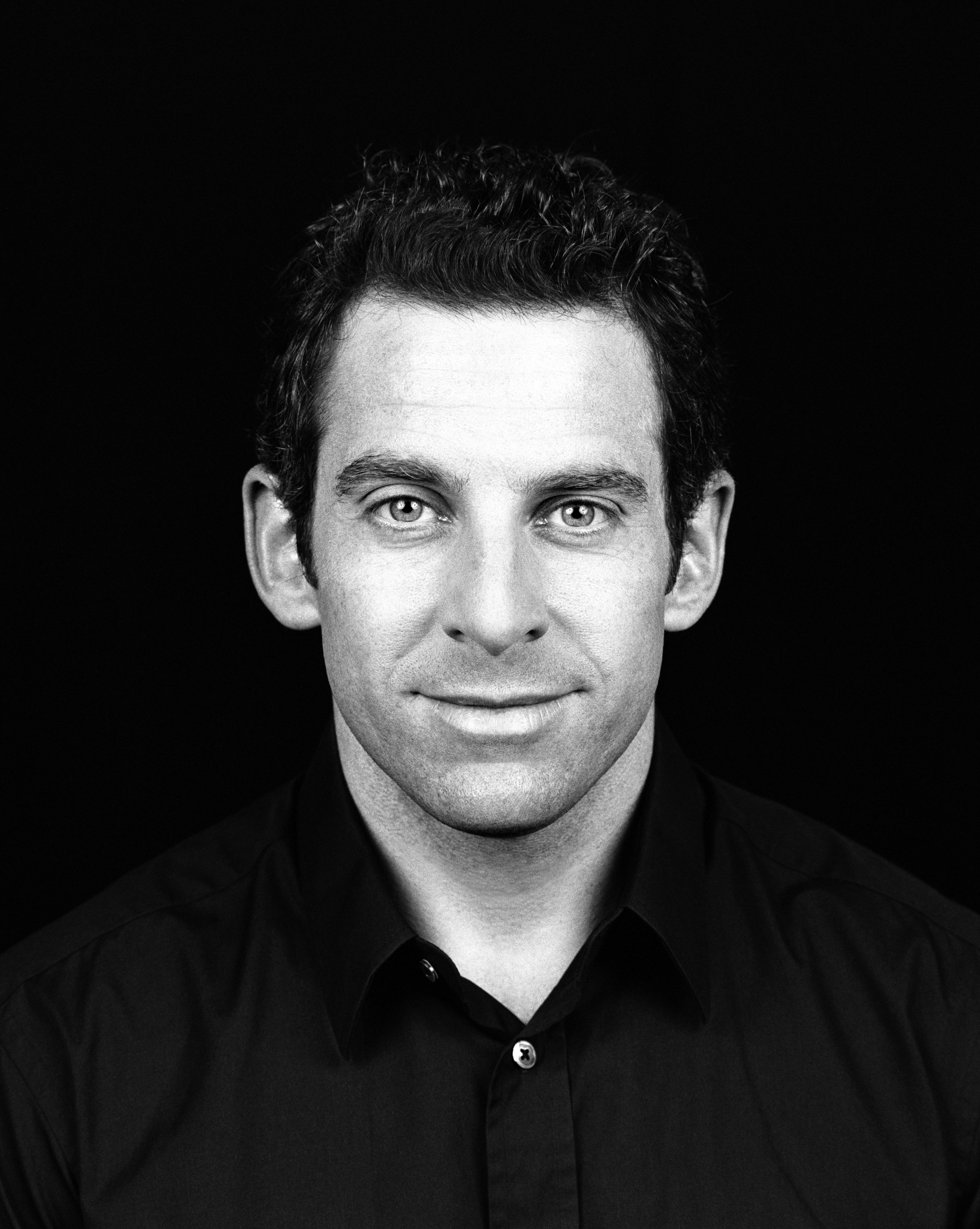
山姆·哈里斯

山姆·哈里斯（英語：Sam Harris；1967年4月9日—）是美國著名作家、哲學家、神經科學家，和无神论者/反神論者。與克里斯多福·希鈞斯、道金斯、丹尼爾‧丹尼特並稱新無神論四騎士。

## 主要作品
- 《道德風景：穿越幸福峰巒與苦難幽谷，用科學找尋人類幸福的線索》(2013) ISBN 978-986-213-425-2
  - Letter to a Christian Nation（英语：Letter to a Christian Nation） (2006). ISBN 0-307-26577-3
- 《信仰的終結：宗教、恐怖行動及理性的未來》(2015) ISBN 978-986-584-274-1
  - The End of Faith (2004). ISBN 0-393-03515-8
- 山姆·哈里斯、馬吉德·那瓦茲《對話：伊斯蘭與寬容的未來》(2016)
  - Islam and the Future of Tolerance（英语：Islam and the Future of Tolerance） (2015). ISBN 978-067-408-870-2